# Podul de la Engis
Podul de la Engis (în franceză Pont d'Engis) este un pod rutier pe arce din comuna belgiană Engis, care traversează fluviul Meuse la km 92+900, conectând sectoarele municipalității situate pe cele două maluri. Podul este traversat de șoseaua N639 Engis–Plainevaux (Neupré) și permite accesul la drumul național N90 Namur–Liège.

## Istoric
Primul pod rutier peste Meuse de la Engis, de tip grinzi cu zăbrele, a fost finalizat în 1871. El a rămas în funcțiune până pe 4 august 1914, când a fost dinamitat de geniștii belgieni pentru a încetini invazia germană din Primul Război Mondial. Podul a fost reconstruit de trupele germane de ocupație, care l-au dat în folosință pe 1 iulie 1915. Populația locală a refuzat să participe la festivitatea de inaugurare.
Acest al doilea pod a suferit aceeași soartă ca și primul, fiind aruncat în aer de geniștii belgieni în noaptea de 10/11 mai 1940, în timpul invadării Belgiei de către trupele naziste.
După război, pe același amplasament a fost construit un pod rutier cu platelajul suspendat de arce cu tiranți verticali din beton. Acest pod a fost inaugurat oficial pe 11 mai 1953, în prezența Prințului Albert de Liège, viitor rege al Belgiei, și este în continuare în serviciu.

## Descriere
Din punct de vedere al structurii de rezistență, podul de la Engis este unul pe arce din beton armat cu calea jos, cu platelajul suspendat cu tiranți verticali din beton. Podul are trei deschideri egale, cu lungimile de 48 m fiecare, și o săgeată de 9 m. Partea carosabilă, cu câte o bandă de circulație pe fiecare sens de mers, are 7,00 m lățime și este prevăzută cu trotuare pietonale la stânga și la dreapta ei.